# So Big (1924)
So Big (bra: Amor, Destino e Honra) é um filme mudo estadunidense de 1924, do gênero drama, dirigido por Charles Brabin, e estrelado por Colleen Moore. O roteiro de Adelaide Heilbron, Earl Hudson e Marion Fairfax foi baseado no romance homônimo de Edna Ferber, lançado no mesmo ano, e que ganhou o Prêmio Pulitzer pela história em 1925.
Não encontrado há décadas, o filme é considerado perdido. Apenas um trailer é mantido armazenado na coleção da Biblioteca do Congresso dos Estados Unidos.
O filme foi a primeira adaptação cinematográfica do romance de Ferber. O segundo foi um filme homônimo de 1932, estrelado por Barbara Stanwyck. A refilmagem de 1953 foi estrelada por Jane Wyman. A história também foi transformada em um curta em 1930, com Helen Jerome Eddy.

## Sinopse
Depois de seu pai morrer e deixá-la sem dinheiro, Selina Peake (Colleen Moore), apesar de seu gosto pela cultura fashion,  se casa com o fazendeiro pobre Pervus DeJong (John Bowers), com quem tem um filho chamado Dirk "So Big" DeJong (Dorothy Brock). A vida dura e sem dinheiro no campo a frustrava, mas Selina sempre acreditou no potencial de seu filho para se tornar um arquiteto renomado, que venceu um concurso de arquitetura. Dirk (Ben Lyon), agora adulto, é amado por Dallas O'Mara (Phyllis Haver), uma artista, mas deve muito de seu sucesso à Sra. Paula Storm (Rosemary Theby), uma esposa descontente. Tudo começa a desandar quando Paula o convence a fugir com ela.

## Elenco
- Colleen Moore como Selina Peake DeJong[10]
- Joseph De Grasse como Simeon Peake
- John Bowers como Pervus DeJong
- Ben Lyon como Dirk "So Big" DeJong
  - Frankie Darro como Dirk (jovem)
  - Dorothy Brock como Dirk (bebê)
- Wallace Beery como Klass Poole
- Gladys Brockwell como Maartje Poole
- Jean Hersholt como Aug Hempel
- Charlotte Merriam como Julie Hempel
- Dot Farley como Viúva Paarleburg
- Ford Sterling como Jacob Hoogenduck
- Henry Herbert como William Storm
- Rosemary Theby como Paula Storm
- Phyllis Haver como Dallas O'Mara

## Produção
Em 16 de maio de 1924, Colleen Moore declarou: "No início, eu estava morrendo de medo do papel. Não só é um papel pesado, mas também tive medo de tentar interpretar a mulher mais velha". Na preparação para o papel, Moore passou três dias colhendo rabanetes em uma fazenda de vegetais em Culver City, na Califórnia.
Em 8 de novembro de 1924, a produção estava quase concluída.

## Recepção
O papel de Colleen Moore no filme foi bem diferente de seus papéis habituais como melindrosa. Como seu papel era tão diferente das personagens que ficou conhecida depois de "Flaming Youth" (1923), houve um protesto contra ela. Foi esquecido que, antes de seu sucesso repentino, a grande maioria de seus papéis tinham sido dramáticos, alguns até trágicos. Ela não apenas interpretou mães, mas mães que perderam filhos ("Broken Chains"), e mães que eventualmente morrem no decorrer do filme ("Dinty"). Ainda assim, seu desempenho foi, em geral, bem recebido. A produção, no entanto, não era tão grande quanto suas poucas comédias anteriores, então o filme "Sally" foi alinhado para ser lançado em seguida. Moore escreveu na Silent Star que, ao conhecer Edna Ferber, alguns anos depois do filme, a autora aprovou seu desempenho como Selina.